# Tamara Salaški

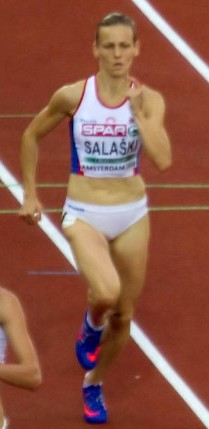
Tamara Salaški (2016)

Tamara Salaški (serbisch-kyrillisch Тамара Салашки, alternative Transkription Tamara Salaski; * 16. Oktober 1988, SFR Jugoslawien) ist eine serbische Leichtathletin und nationale Rekordhalterin über 400 Meter.

## Karriere
2016 konnte sich Salaški für die Leichtathletik-Europameisterschaften in Amsterdam und für die Olympischen Sommerspiele qualifizieren, nachdem sie im bulgarischen Stara Sagora einen neuen serbischen Rekord von 51,89 s aufgestellt hatte. Bei den Europameisterschaften gelangte sie ins Finale und belegte dort den siebten Platz. Bei den Olympischen Spielen scheiterte sie jedoch bereits im Vorlauf.
Bei den Heimeuropameisterschaften 2017 in Belgrad gelangte Salaški bis ins Halbfinale.
Bisher wurde sie sechsmal nationale Meisterin und zweimal Hallenmeisterin. Zudem gewann sie einmal die Balkanmeisterschaften.

## Bestleistungen
(Stand: 2. Mai 2021)
- 200 Meter: 23,96 s (-1,1 m/s), 22. Mai 2016 in Belgrad
- 400 Meter: 51,89 s, 9. Juni 2016 in Stara Sagora (Serbischer Rekord)
  - Halle: 52,99 s, 18. Februar 2017 in Belgrad
- 800 Meter: 2:08,54 min, 25. August 2019 in Kruševac
- 4 × 400 Meter: 3:34,64 min, 21. Juli 2018 in Stara Zagora (Serbischer Rekord)